# Felipe Quispe
Pour les articles homonymes, voir Quispe.
Felipe Quispe, né le 22 août 1942 à Ajllata Grande et mort le 19 janvier 2021 à El Alto, est un homme politique bolivien. Il reçoit parfois le surnom d'« El Mallku » qui désigne les chefs de tribus en langue aymara.

## Biographie
Felipe Quispe est à la tête du Mouvement indigène Pachakuti (MIP), fondé en 2000, et a occupé le poste de secrétaire général de la Confédération syndicale unifiée des travailleurs paysans de Bolivie (CSUTCB). Il fut l'un des cadres de l'Armée guérillera Túpac Katari, qui promouvait une insurrection indigène contre le gouvernement bolivien durant les années 1990. Arrêté pour son implication dans ce mouvement le 19 août 1992, il purgea une peine de cinq ans de prison.
Lors de l'élection présidentielle de 2002, il réunit 5,6 % des suffrages sur son nom au niveau national mais 17 % dans le fief aymara d'El Alto et 29,8 % dans le département de La Paz, confirmant ainsi sa forte implantation locale. Il sera peu après élu député mais démissionnera en juin 2004 de son mandat de député pour se démarquer des autres élus dont il entend par ce geste dénoncer la corruption.
Candidat à l'élection générale bolivienne de 2005, il se distingue particulièrement d'Evo Morales par une conception ethno-nationaliste de l'indianisme. Son orientation autonomiste, voire sécessionniste, entend établir une république indigène, qui pourrait prendre le nom de « Collasuyu », dans les hautes terres de l'ouest de la Bolivie, à majorité aymara.
Opposant farouche au plan américain d'éradication de la coca, qu'il perçoit comme une atteinte à un élément central de la culture aymara, il a aussi joué un rôle central dans la guerre du gaz de 2003.
Le 19 janvier 2021 à El Alto, Felipe Quispe meurt d'un arrêt cardiorespiratoire,. 
Candidat au poste de gouverneur du département de La Paz aux élections régionales de 2021, Felipe Quispe est donné favori lors du dévoilement des intentions de vote faisant suite aux premiers sondages, le 24 janvier 2021. Ceux-ci avaient été complétés peu avant sa mort.